# سارایونو
سارایونو (به ترکی استانبولی: Sarayönü) شهری است در کشور ترکیه که در استان قونیه واقع شده‌است. جمعیت این شهر بر اساس سرشماری سال ۲۰۰۸ میلادی ۹٬۱۶۹ نفر و بر اساس برآوردهای سال ۲۰۰۹ میلادی ۹٬۲۸۵ نفر می‌باشد.